# Карабутацький сільський округ
Карабута́цький сільський округ (каз. Қарабұтақ ауылдық округі, рос. Карабутакский сельский округ) — адміністративна одиниця у складі Айтекебійського району Актюбінської області Казахстану. Адміністративний центр — село Карабутак.
Населення — 3060 осіб (2021; 3546 у 2009, 5487 у 1999, 7205 у 1989).
Станом на 1989 рік існувала Карабутацька сільська рада (села Балжанай, Белкопа, Єнбекту, Жароткель, Карабутак, Кизилту, Костерек) Карабутацького району.

## Склад
До складу округу входять такі населені пункти:
| Населений пункт | Колишні назви | Населення, осіб (1989) | Населення, осіб (1999) | Населення, осіб (2009) | Населення, осіб (2021) |
| --------------- | ------------- | ---------------------- | ---------------------- | ---------------------- | ---------------------- |
| Балжанай, село  | -             | 219                    | -                      | -                      | -                      |
| Белкопа, село   | -             | 684                    | 614                    | 268                    | 364                    |
| Єнбекту, село   | -             | 523                    | 497                    | 350                    | 265                    |
| Жароткель, село | -             | 580                    | 484                    | 327                    | 180                    |
| Карабутак, село | -             | 4995                   | 3892                   | 2601                   | 2251                   |
| Кизилту, село   | -             | 129                    | -                      | -                      | -                      |
| Костерек, село  | -             | 75                     | -                      | -                      | -                      |